# Corrohore
Corrohore fue un rey indígena de Costa Rica, que en 1563 gobernaba un reino o provincia llamado Quepo, a orillas del océano Pacífico. Su hermana la princesa Dulcehe fue raptada por una nación enemiga, la de los coctu o cotos. Algunos historiadores han planteado la posibilidad de que en la familia real de Quepo imperase un sistema matrilineal y que por ello el rapto tuviese connotaciones políticas, ya que posiblemente el linaje regio debía transmitirse a la descendencia de Dulcehe. 
En 1563, al llegar a Quepo el alcalde mayor Juan Vázquez de Coronado, hizo una alianza con Corrohore, cuya apostura alabó en una carta de relación. Con base en esta alianza, los súbditos de Corrohore y los españoles atacaron conjuntamente el palenque-fortaleza donde los coctu tenían cautiva a Dulcehe y lograron vencerlos y rescatar a la princesa.
En 1569, cuando todavía el rey Corrohore gobernaba Quepo, el gobernador Pero Afán de Ribera y Gómez instituyó en Costa Rica la encomienda y asignó Quepo a la Corona. No se tienen más noticias del rey, cuyo nombre no vuelve a ser mencionado en los documentos de la época.